# نسبية ثقافية

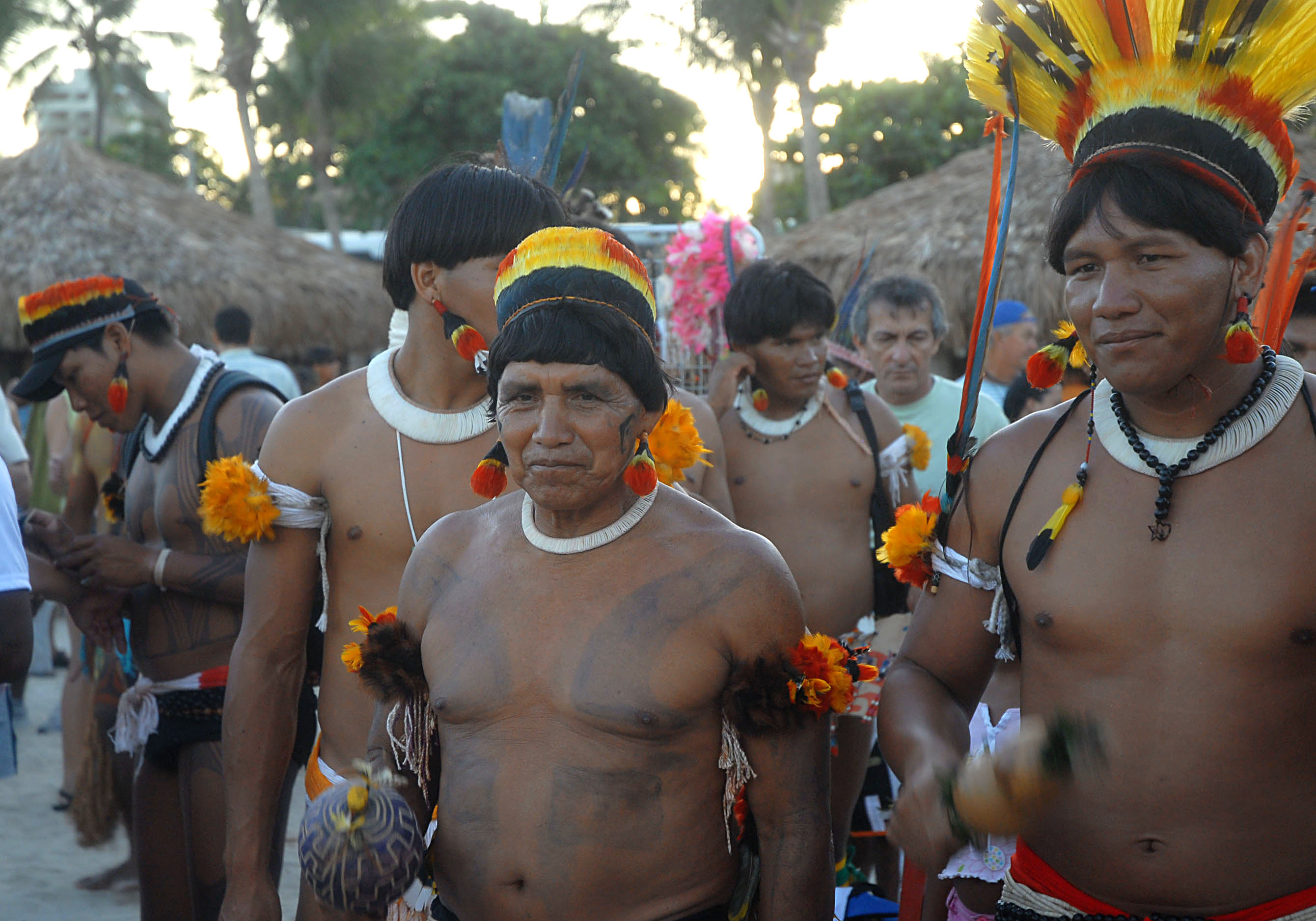

النسبية الثقافية هي مبدأ ينص على أن أفعال واعتقادات الفرد يجب أن تفهم من قبل الآخرين ضمن سياق الثقافة التي ولد بها.
تأسس هذا المبدأ كبديهية ضمن منهجية عمل الأبحاث الأنثروبولوجية من قبل فرانز بواس (الأب المؤسس لعلم الأنثربولوجيا الحديثة في الولايات المتحدة الأمريكية) في العقود الأولى من القرن العشرين. تحدث بواس أول مرة عن فكرته هذه في العام 1887، حيث قال: «الحضارة ليست بالشيء المطلق، وإنما هي نسبية، فالأفكار والمفاهيم التي تتواجد ضمن تواجدها 'صحيحة' فقط إلى اليوم الذي تزول في تلك الحضارة»

## المفهوم
النّسبية الثّقافيّة: Cultural Relativism: مفهوم تحليلي ذاع صيته بشكل يشمل العلوم الأخرى غير علم الانثربولوجيا مع النقد ما بعد الحداثوي الّذي تشكّل في الرّبع الأخير من القرن الماضي. وقد تشكّل مفهوم هذا المصطلح بصفته نتاجا مباشرا من نتاجات مدرسة المراجعات التاريخية وردّة فعل على مفهوم المركزية الغربية الّذي بدأ يعرف بداية أفوله في تلك الفترة بعد اعتراف الفلاسفة والمفكّرين ما بعد الحداثويّين الغربيّين أنفسهم أنّهم يستقون كثيرا من مقوّمات أفكارهم من الرّوح الفلسفيّة المبثوثة في الفكر الشرقي القديم أساسا وخاصّة من ناقرجونه ومدرسة ماضيماكه. وكان من أوّل نتاجات الفلاسفة والمفكّرين الّذين أسّسوا هذا التّوجّه الفكريّ تعرية مقولات الحداثة الغربيّة ذاتها وزيف ادّعاءاتها بأوهام الكونية والإنسانيّة وأنّها نبراس التقدّم البشري. وقد بيّن هؤلاء المفكّرون أنّ أكبر الفلاسفة الغربيّين في فترة الحداثة، والألماني هايديقار من بينهم، كانوا يعيدون صياغة أفكار سوزوكي وناقرجونه ويلائمونها مع النّسق الغربي ليس إلّا..

## أهم الإضافات
من أهمّ إضافات هذه المدرسة اعتبار المفاهيم والمصطلحات والمناهج الغربيّة ليست سوى رؤى ثقافيّة حضاريّة غربيّة مخصوصة ولا تنطبق آليّا على بقيّة المجتمعات، وأنّ مقولة كونيّة الحداثة الغربيّة ليست سوى وهم. ومن أهمّ أعلام النّسبيّة الثّقافيّة اليوم المفكّر الياباني تاكاشي كيمورا. مع أن الكثير من المفكرين الإسلاميين قد تجاوزو الحدودالنسبية في حد ذاتها وحاولو مرارا دحض هذه النظرية البدائية في نظرهم با لقول أن القول بالنسبية نسبي أيضا. ومن أهم المفكرين الإسلاميين الذين تناول هذ الموضوع بجدية تعمق موضوعيين المفكر العربي ولد الشنظورة الباحث في الإسلام وشِؤون الأقليات والحضارات القديمة.

## أهم المراجع العربيّة
يُعتبر كتاب الدّكتور المبروك المنصوري "الدّراسات الدّينيّة المعاصرة من المركزيّة الغربيّة إلى النّسبيّة الثّقافيّة"، تونس، الدّار المتوسّطيّة للنّشر، 2010، من أهمّ الكتب العربيّة في هذا المجال تنظيرا وتطبيقا. فقد بحث الدّكتور المنصوري مفهوم النسبية الثقافية انطلاقا من فكر أهمّ المفكّرين المختصّين في هذا المجال وهو المفكّر الياباني تاكاشي كيمورا. ثمّ طبّق المبروك المنصوري هذا الفهم المعمّق على أربعة مجالات وهي «الاستشراق والقرآن والهويّة والقيم الدّينيّة» مستعملا مراجع بأربع لغات غربيّة وهي الفرنسيّة والأنقليزيّة والألمانيّة والإسبانيّة، بالإضافة إلى العربيّة.وقد ربط بعض الباحثين العرب المعاصرين بين التّفهّم المعمّق للتحديث للنّسبيّة الثّقافيّة فيّة من جهة وشروط التّحديث الفكري من جهة أخرى.